# Ulrich H. J. Körtner

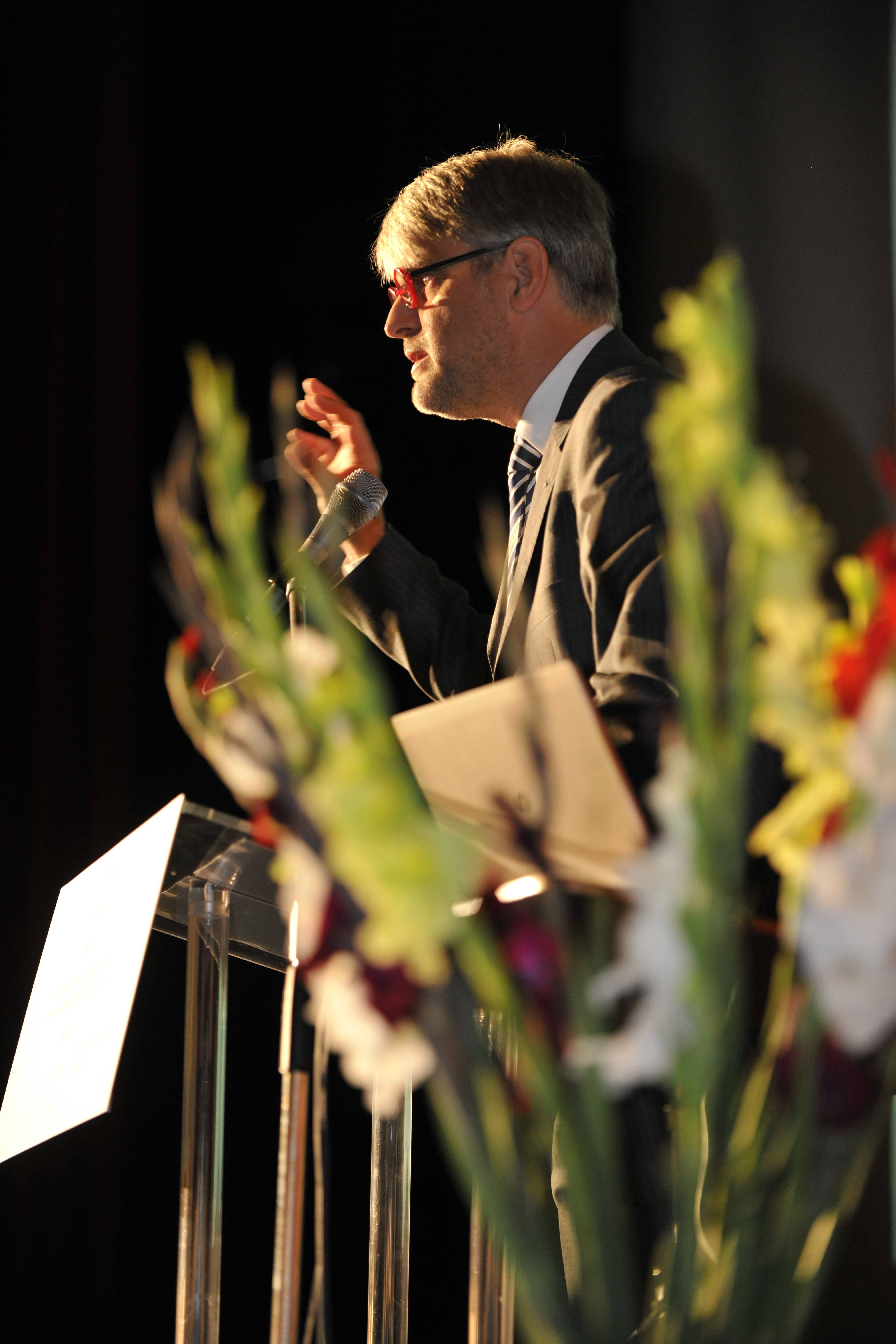
Ulrich H. J. Körtner (2013)

Ulrich Heinz Jürgen Körtner (* 16. April 1957 in Hameln) ist ein deutsch-österreichischer evangelischer Theologe und Medizinethiker.

## Leben und Wirken
Körtner wuchs als Pfarrerskind in Enger/Westfalen auf. Sein Großvater mütterlicherseits war der letzte Stiftspfarrer in Fischbeck bei Hessisch Oldendorf. Körtner studierte in Bethel, Münster und Göttingen. Promotion (1982) und Habilitation (1987) erfolgten an der Kirchlichen Hochschule Bethel. Seine Dissertation schrieb Körtner über Papias von Hierapolis, seine Habilitationsschrift über die Apokalyptik. Von 1986 bis 1990 wirkte er als Gemeindepfarrer in Bielefeld, von 1990 bis 1992 als Studienleiter an der Evangelischen Akademie Iserlohn (jetzt Evangelische Akademie Villigst). Seit 1992 ist er Ordinarius für Systematische Theologie (reformierte Theologie) an der Evangelisch-Theologischen Fakultät der Universität Wien. Im Zusammenhang mit seiner Berufung auf den Lehrstuhl wurde er in Österreich eingebürgert.
Körtner ist stellvertretender Leiter des Instituts für Ethik und Recht in der Medizin der Universität Wien (IERM), dessen Leiter er von 2001 bis 2022 war. Von 2014 bis 2019 war er Direktor des Instituts für öffentliche Theologie und Ethik der Diakonie (IÖThE) der Diakonie Österreich. 2012 wurde Körtner vom Rat der EKD zum Vorsitzenden des Kuratoriums der Evangelischen Zentralstelle für Weltanschauungsfragen in Berlin berufen und übte diese Funktion bis Ende 2018 aus. Er ist Rechtsritter des Johanniterordens und seit 2012 Ordenspfarrer der Kommende Österreich sowie Bundespfarrer der Johanniter-Unfall-Hilfe Österreich. Körtner ist verheiratet und Vater von zwei erwachsenen Kindern.

## Forschungsschwerpunkte
Ein besonderer Schwerpunkt von Körtners Arbeit ist die Medizinethik. Neben seiner Tätigkeit am IERM arbeitet er in mehreren Gremien mit, unter anderem im Wissenschaftlichen Ausschuss für Genanalysen und Gentherapie am Menschen. Er war Mitglied der österreichischen Bioethikkommission beim Bundeskanzleramt (2001–2013) und der World Commission on the Ethics of Scientific Knowledge and Technology (COMEST) der UNESCO (2006–2009).
Weitere Schwerpunkt sind die Gebiete der Hermeneutik und der Ökumenischen Theologie. Körtner ist Mitbegründer der Rudolf-Bultmann-Gesellschaft für Hermeneutische Theologie (Vorsitzender 1998–2008). Er ist Gründungsherausgeber der Buchreihe Edition Ethik sowie Mitherausgeber der Zeitschrift für Evangelische Ethik und der Theologischen Rundschau.
Körtner ist Vertreter einer hermeneutischen Theologie, welche die von Rudolf Bultmann, aber auch von Ernst Käsemann, Ernst Fuchs und Gerhard Ebeling angestoßenen Fragestellungen unter den Bedingungen der Gegenwart aufgreift und fortführt. Sie versteht sich zugleich als Reformulierung einer Theologie des Wortes Gottes (2001). Das Programm seiner hermeneutischen Theologie liegt in Körtners „Einführung in die theologische Hermeneutik“ (2006) vor, welche die hermeneutische Frage durch alle Disziplinen der Theologie hindurch entwickelt und somit die Aufgabe einer theologischen Enzyklopädie bzw. der Fundamentaltheologie erfüllt. Für die Systematische Theologie wird das Programm in Körtners Dogmatik (2018/2020), seiner Ethik (Evangelische Sozialethik, 4. Aufl. 2019) und seiner Ökumenischen Kirchenkunde (2018) ausgearbeitet. Zur Theologiegeschichte hat Körtner gemeinsam mit dem katholischen Theologen Gregor Maria Hoff ein zweibändiges Arbeitsbuch (2012/2013) herausgegeben.
Körtner betont die Vereinbarkeit zwischen Religion und Evolutionstheorie. Er kritisiert insbesondere im Zusammenhang mit katholischen Führungspersonen, dass es einigen von diesen schwer falle, das „Faktum der Evolution“ zu akzeptieren. Eine der „produktiven Herausforderungen für das Gespräch zwischen Theologie und Naturwissenschaften“ ist nach Körtner der Umstand, dass in der Evolution kein intelligentes Design zu beobachten sei. Glaube und Naturwissenschaft ergänzten sich bestenfalls. „Die biblischen Schöpfungsberichte sind keine naturwissenschaftliche Hypothese über die Entstehung des Kosmos, sondern religiöse Poesie.“ Ihre Aussagen seien demnach weder verifizierbar noch falsifizierbar.

## Politische Positionen
Körtner nimmt immer wieder profiliert Stellung zu aktuellen politischen Themen aus der Sicht der theologisch motivierten politischen Ethik.
So reagierte er im September 2019 auf Medienberichte, wonach die EKD ein eigenes Schiff zur Seenotrettung ins Mittelmeer schicken wolle. In einem Artikel der Zeitschrift Zeitzeichen kritisierte Körtner, dass der EKD-Ratsvorsitzende Heinrich Bedford-Strohm ein papiernes Faltschiff und ein Plakat mit dem Schriftzug „Kirche rettet“ in die Kameras der Medienfotografen gehalten hatte: „Das also ist das Niveau, auf dem die EKD inzwischen komplexe politische Fragen wie die europäische Migrations- und Asylpolitik diskutiert.“ Körtner beklagte in diesem Zusammenhang, dass die EKD den jahrzehntelangen internen Konsens aufgekündigt habe, nicht selber Politik zu machen, sondern durch politische Stellungnahmen nur Politik ermöglichen zu wollen. Mit der EKD-Seenotrettung werde die EKD „zum Akteur einer fragwürdigen Migrationspolitik“. Eine solche Seenotrettung habe nichts mit der moralischen Pflicht im Sinne des internationalen Seerechts zu tun, sondern laufe auf eine „Politik der offenen Grenzen“ hinaus: „Zivile Seenotretter und ihre Unterstützer rechtfertigen ihr Handeln keineswegs nur mit dem Willen, Menschen aus unmittelbarer Lebensgefahr zu retten, sondern auch damit, dass jeder Mensch das Recht habe, in ein Land seiner Wahl zu flüchten oder zu migrieren. Da es ein solches Recht juristisch nicht gibt, begründen sie es moralisch. De facto wird Rettung aus Seenot zum Eintrittsticket nach Europa, und zwar nicht für die Ärmsten der Armen, sondern für die, die sich die hohen Schlepperkosten finanziell leisten können.“ Wenn die EKD diese Form der Flüchtlingsrettung betreibe, unterstütze sie, so Körtner, das Auseinanderfallen der EU und das Erstarken separatistischer, rechtspopulistischer Tendenzen in den europäischen Ländern.
Der Theologe und Medizinethiker befürwortete 2021 die Einführung einer Impfpflicht gegen das SARS-CoV-2-Virus.
Körtner zeigte sich erleichtert nach dem Scheitern der Koalitionsverhandlungen von FPÖ und ÖVP. Er kritisierte die Volkspartei, dass sie „ideologisch entkernt“ und „orientierungslos“ sei, was die Verhandlungen mit den in Teilen rechtsextremen Freiheitlichen aufgezeigt hätte. „Die katholische Soziallehre hat in ihr erkennbar an Gewicht verloren. Dass es die ÖVP-FPÖ-Regierung unter Sebastian Kurz war, die den Karfreitag als staatlichen Feiertag für die Protestanten und Altkatholiken abgeschafft hat, ist nicht vergessen“, so der Theologe.

## Auszeichnungen
- 1992: Bronzekreuz der Evamgelischen Kirche von Westfalen
- 2001: Wissenschaftler des Jahres des Klubs der Bildungs- und Wissenschaftsjournalisten (Österreich) „für sein Auftreten in der öffentlichen Debatte, seine zahlreichen Beiträge und seine stete Bereitschaft zum Kontakt mit Medien“
- 2010: Ehrendoktorwürde der Faculté libre de Théologie Protestante de Paris (Dr. h. c.)[11]
- 2009/10 Fellow am Zentrum für interdisziplinäre Forschung (ZiF), Universität Bielefeld
- 2013: Ehrendoktorwürde der Reformierten Theologischen Universität Debrecen (Dr. h. c.)[12]
- 2015: Wiener Preis für humanistische Altersforschung[13]
- 2016: Ehrenkreuz für Wissenschaft und Kunst I. Klasse der Republik Österreich[14]
- 2016: Wilhelm-Hartel-Preis der Österreichischen Akademie der Wissenschaften, philosophisch-historische Klasse[15]
- 2025: Gedenkmedaille zum 50-jährigen Jubiläum der Leuenberger Konkordie für besondere Verdienste, Gemeinschaft Evangelischer Kirchen in Europa[16]
- 2025: Berufung zum Mitglied der Evangelischen Forschungsakademie[17]

Festschrift:
Martin Fischer, Marianne Grohmann (Hrsg.): Mapping the Fields 2.0. Festschrift für Ulrich H. J. Körtner. Evangelische Verlagsanstalt, Leipzig 2025, ISBN 978-3-374-07761-8.

## Schriften (Auswahl)
- Papias von Hierapolis. Ein Beitrag zur Geschichte des frühen Christentums (FRLANT 133), Göttingen 1983
- Weltangst und Weltende. Eine theologische Interpretation der Apokalyptik, Göttingen 1988 (englische Übersetzung 1995)
- Der inspirierte Leser. Zentrale Aspekte biblischer Hermeneutik, Göttingen 1994
- Evangelische Sozialethik. Grundlagen und Themenfelder, Göttingen 1999; 4. überarbeitete u. erweiterte Auflage (UTB 2107), Göttingen 2019
- Der verborgene Gott. Zur Gotteslehre, Neukirchen-Vluyn 2000
- Theologie des Wortes Gottes. Positionen – Probleme – Perspektiven, Göttingen 2001
- Religion und Gewalt. Zur Lebensdienlichkeit von Religion in ihrer Ambivalenz. In: Adel Theodor Khoury, Hans-Peter Müller (Hrsg.): Krieg und Gewalt in den Weltreligionen. Fakten und Hintergründe, Freiburg im Breisgau 2003, S. 99–124.
- Grundkurs Pflegeethik (UTB 2514), Wien 2004; 2. überarb. u. erw. Aufl. Wien 2012 (rumänische Übersetzung 2021); 3. Aufl. 2017 (ungarische Übersetzung 2021); 4. Aufl. 2022
- Wohin steuert die Ökumene? Vom Konsens- zum Differenzmodell, Göttingen 2005
- „Lasset uns Menschen machen“. Christliche Anthropologie im biotechnologischen Zeitalter, München 2005
- Einführung in die theologische Hermeneutik, Darmstadt 2006 (portugiesische Übersetzung 2009)
- Ethik im Krankenhaus. Diakonie – Seelsorge – Medizin, Göttingen 2007
- Hermeneutische Theologie. Zugänge zur Interpretation des christlichen Glaubens und seiner Lebenspraxis, Neukirchen-Vluyn 2008
- Riskanter Glaube. Einübung im Christentum; Wien 2009
- Leib und Leben. Bioethische Erkundungen zur Leiblichkeit des Menschen (APTLH 61), Göttingen 2010
- Freiheit und Verantwortung. Studien zur Grundlegung theologischer Ethik (SThE 90), 2. überarbeitete und erweiterte Auflage, Fribourg/Freiburg i.Br. 2010
- Reformatorische Theologie im 21. Jahrhundert (ThSt NF 1), Zürich 2010
- Gottes Wort in Person. Rezeptionsästhetische und metapherntheoretische Zugänge zur Christologie, Neukirchen-Vluyn 2011
- Gottesglaube und Religionskritik (ThLZ.F 30), Leipzig 2014
- Die letzten Dinge, Neukirchen-Vluyn 2014
- Arbeit am Kanon. Studien zur Bibelhermeneutik, Leipzig 2015
- Diakonie und Öffentliche Theologie. Diakoniewissenschaftliche Studien, Göttingen 2017
- Das Evangelium der Freiheit. Potentiale der Reformation, Wien 2017
- Für die Vernunft. Wider Moralisierung und Emotionalisierung in Politik und Gesellschaft, Leipzig 2017, 2. Aufl. 2017
- Dogmatik (LETh 5), Leipzig 2018, Studienausgabe Leipzig 2020
- Ökumenische Kirchenkunde (LETh 9), Leipzig 2018
- Luthers Provokation für die Gegenwart. Christsein – Bibel – Politik, Leipzig 2018
- Wahres Leben. Christsein auf evangelisch, Leipzig 2021; 2. Aufl. 2023
- Theologische Exegese. Bibelhermeneutische Studien in systematischer Absicht, Leipzig 2022
- Mapping the Fields. Wissenschaftsbiographische Einblicke, Wien 2023
- Vergängliche Schöpfung. Schöpfungsglaube und Gottvertrauen in der Klimakrise, Leipzig 2024
- Teologia pubblica e diaconia. L'agire ecclesiale nella società postcristiana, a cura di Nicola Mariani (Piccola biblioteca teologica 155), Turin 2024
- Kirche des Wortes. Wirkungen und Wirksamkeit des Evangeliums, Leipzig 2025
- Gott verstehen. Aufgaben und Grenzen theologischer Hermeneutik, Leipzig 2025

Als Herausgeber
- Glauben und Verstehen. Perspektiven hermeneutischer Theologie, Neukirchen-Vluyn 2000
- Jesus im 21. Jahrhundert. Bultmanns Jesusbuch und die gegenwärtige Jesusforschung, Neukirchen-Vluyn 2002, 2. Aufl. 2006
- mit Marianne Popp: Schöpfung und Evolution – zwischen Sein und Design. Neuer Streit um die Evolutionstheorie, Wien 2007
- mit Christian Kopetzki, Christiane Druml: Ethik und Recht in der Humanforschung (Schriftenreihe Ethik und Recht in der Medizin 5), Wien/New York 2010
- mit Gregor Maria Hoff: Arbeitsbuch Theologiegeschichte, 2 Bände, Stuttgart 2012/2013
- mit Reiner Anselm: Evangelischer Ethik kompakt. Basiswissen in Grundbegriffen, Gütersloh 2015
- mit Christian Kopetzki, Maria Kletečka-Pulker, Sigrid Müller: Entscheidungsfindung und Entscheidungshilfen am Lebensanfang (Schriftenreihe Ethik und Recht in der Medizin 13), Wien 2018
- mit Martin Rothgangel, Henrik Simojoki: Theologische Schlüsselbegriffe. Subjektorientiert – biblisch – systematisch – didaktisch (TLL 1), Göttingen 2019
- mit Reiner Anselm, Christian Albrecht: Konzepte und Räume Öffentlicher Theologie. Wissenschaft – Kirche – Diakonie (Öffentliche Theologie, Bd. 39), Leipzig 2020
- mit Christian Kopetzki: Leichenöffnung für wissenschaftliche Zwecke (Schriftenreihe Ethik und Recht in der Medizin 14), Wien 2021
- mit Henrik Simojoki, Martin Rothgangel: Ethische Kernthemen. Lebensweltlich - theologisch-ethisch - didaktisch (TLL 4), Göttingen 2022
- mit Christiane Tietz: Ethik in der Hermeneutik – Hermeneutik in der Ethik (Hermeneutik und Interpretationstheorie 5), Paderborn 2022
- mit Stefan Dinges, Annette Riedel: Pflege- und Gesundheitsethik. Potentiale, Reflexionsräume und Handlungsimpulse für ein solidarisches Gesundheitswesen (Schriftenreihe Ethik und Recht in der Medizin 15), Wien 2022
- mit Angelika Feichtner, Rudolf Likar, Herbert Watzke, Dietmar Weixler: Assistierter Suizid. Hintergründe, Spannungsfelder und Entwicklungen, Berlin 2022
- Gaudium et Spes. Die pastorale Konstitution über die Kirche in der Welt von heute des Zweiten Vatikanischen Konzils, hg. u. kommentiert von Ulrich H. J. Körtner (Große Texte der Christenheit, Bd. 15), Leipzig 2024

'